# Bodenmühle (Rüdenhausen)
Die Bodenmühle (auch Oppelmühle) ist eine Einöde auf der Gemarkung des Marktes Rüdenhausen im unterfränkischen Landkreis Kitzingen.

## Geografische Lage
Die Bodenmühle liegt im äußersten Nordwesten des Rüdenhäuser Gemeindegebiets am Zusammenfluss des Heimbachs mit dem Schirnbach. Nördlich beginnt das Gemeindegebiet von Wiesentheid. Der Marktort selbst liegt der Bodenmühle am nächsten. Im Süden verläuft die Bundesautobahn 3 an der Einöde vorbei, weiter im Südosten ist Rüdenhausen zu finden. Die Gemarkung von Kleinlangheim beginnt im Südwesten, während im Westen die Gemarkung des Wiesentheider Ortsteils Feuerbach anfängt.

## Geschichte
Der Name der Bodenmühle geht auf einen Flurnamen in der Umgebung zurück. Die Felder auf der Flur „Im Boden“ lagen auf einer tiefliegenden Fläche rechts neben der Straße nach Feuerbach. Hier entstand im Jahr 1548 die Bodenmühle. Als ihr Erbauer gilt Michael Schleuser, der die Mühle als Lehen der Grafen zu Castell errichten ließ. Um 1580 war die Mühle im Besitz des Michael Oppel und wurde deshalb auch Oppelmühle genannt. Heute ist der Mühlenbetrieb eingestellt, das Stauwehr ist noch intakt und die Bodenmühle Einöde auf Rüdenhäuser Gemarkung.